# 崔東原賞
崔東原賞（チェ・ドンウォンしょう、朝鮮語: 최동원상）は、その年のKBOリーグで最も活躍した投手に贈られる賞である。毎年、崔東原の背番号にちなみ11月11日に故郷の釜山で授賞式が行われる。受賞者にはトロフィーと賞金2000万ウォンが贈られる。

## 概要
崔東原賞はその年のKBOリーグで最も活躍した投手を表彰するため、MLBのサイ・ヤング賞やNPBの沢村栄治賞を参考に、韓国プロ野球の伝説的投手として知られる崔東原の名前を冠して2014年に制定された。そのため、KBO主催の賞ではなく崔東原記念事業会か主催している。
受賞者については記者による投票ではなく、プロ野球OBで構成された委員会での投票によって選ばれている。受賞に際し7つの選考基準（後述）があり、1つでも満たしていれば受賞資格がある。
第1回（2014年）から第4回（2017年）までは、韓国人投手育成のため外国人投手を選考から除外していたが、第5回（2018年）からは外国人投手も選考に含まれるようになった。また第1回では国際大会での成績も考慮していたが、第2回からはシーズンでの成績のみで受賞者を決定する。
委員会による選考や選考基準の存在など、日本の沢村栄治賞を参考にして作られた部分も多く存在している。その一方で、沢村栄治賞は「その年、最も多く活躍した完投型先発投手」を表彰するのに対し、崔東原賞は「その年に最も活躍した投手」を表彰する。そのため、沢村賞では選考基準を満たせなかった場合該当者なしのシーズンもあるが、崔東原賞では毎年必ず受賞者を決定している。

### 選考基準
先述の通り、選考基準を1つでも満たしていれば受賞資格がある。
- 登板試合数 - 25試合以上
- 勝利数 - 12勝以上
- 投球回数 - 180イニング以上
- 奪三振 - 150個以上
- クオリティ・スタート数 - 15QS以上
- 防御率 - 3.00以下
- セーブ数 - 35セーブ以上

なお7項目のうち、2016年までは「防御率 2.50以下」、2017年までは「登板試合数 30試合以上」「勝利数 15勝以上」「セーブ数 40セーブ以上」という選考基準であったが、2018年以降は現在の選考基準に変更されている。

## 歴代受賞者
- セーブ数0の場合は省略

| 年度   | 受賞者                    | 所属 | 登板 | 勝利 | 投球回 | 奪三振 | QS | 防御率 | セーブ |
| ------ | ------------------------- | ---- | ---- | ---- | ------ | ------ | -- | ------ | ------ |
| 2014年 | 梁玹種                    | 起亜 | 29   | 16   | 171.1  | 165    | 17 | 4.25   |        |
| 2015年 | 柳煕寛                    | 斗山 | 30   | 18   | 189.2  | 126    | 17 | 3.94   |        |
| 2016年 | 張元準                    | 斗山 | 27   | 15   | 168    | 137    | 19 | 3.32   |        |
| 2017年 | 梁玹種(2)                 | 起亜 | 31   | 20   | 193.1  | 158    | 20 | 3.44   |        |
| 2018年 | ジョシュ・リンドブロム    | 斗山 | 26   | 15   | 168.2  | 157    | 21 | 2.88   |        |
| 2019年 | ジョシュ・リンドブロム(2) | 斗山 | 30   | 20   | 194.2  | 189    | 22 | 2.50   |        |
| 2020年 | ラウル・アルカンタラ      | 斗山 | 31   | 20   | 198.2  | 182    | 31 | 2.54   |        |
| 2021年 | アリエル・ミランダ        | 斗山 | 28   | 14   | 173.2  | 225    | 21 | 2.33   |        |
| 2022年 | 金廣鉉                    | SSG  | 28   | 13   | 173.1  | 153    | 19 | 2.13   |        |
| 2023年 | エリック・フェッド        | NC   | 30   | 20   | 180.1  | 209    | 21 | 2.00   |        |
| 2024年 | カイル・ハート            | NC   | 26   | 13   | 157.0  | 182    | 17 | 2.69   |        |